# 古平町

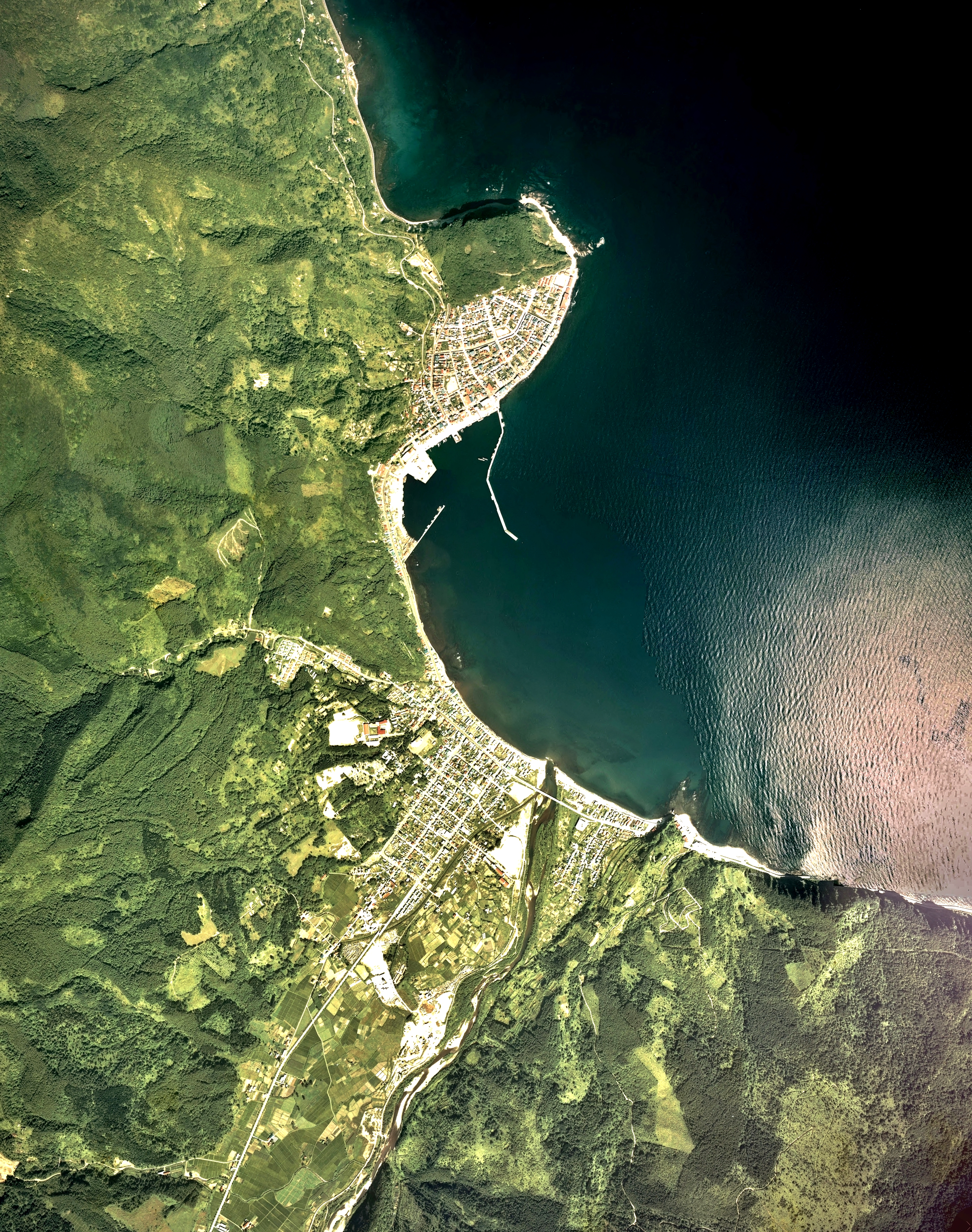
古平町中心部周辺の空中写真。
画像中央やや下部、古平川河口左岸一帯が役場のある浜町地区、画像上方の東へ突き出した岬の南岸沿いの住宅密集地が新地・港町地区。1976年撮影の4枚を合成作成。
。

古平町（ふるびらちょう）は、北海道西部、積丹半島の北東側に位置する町。後志総合振興局に属し、一町で古平郡をなす。
町名はアイヌ語の フレピラhure-pira[赤い・崖]、フルピラhur-pira[丘・崖]など、由来については町内の地形に基づいた諸説がある。

## 地理
積丹半島を形成する山列に源を発する古平川が町の中央を北流し、その流域が町域の大部分を占めている。古平川河口の左岸に中心市街の浜町があり、そこから北に続く港町・本町にかけての海岸線は小湾を形成しており天然の良港で、古平漁港となっている。その他の海岸線は断崖が続き、奇岩も多く景勝地となっている。
- 山: 丸山、天狗岳、稲倉石山、八内岳
- 河川: 古平川、番ノ沢、沖村沢

## 歴史
江戸時代初期より古平場所が設置され、ニシン漁で栄えた地である。明治時代に入って開拓使出張所が置かれるなど東積丹地域の中心地として発展を続けたが、ニシンの漁獲が激減した1955年（昭和30年）頃を境に人口が減少に転じた。

### 沿革

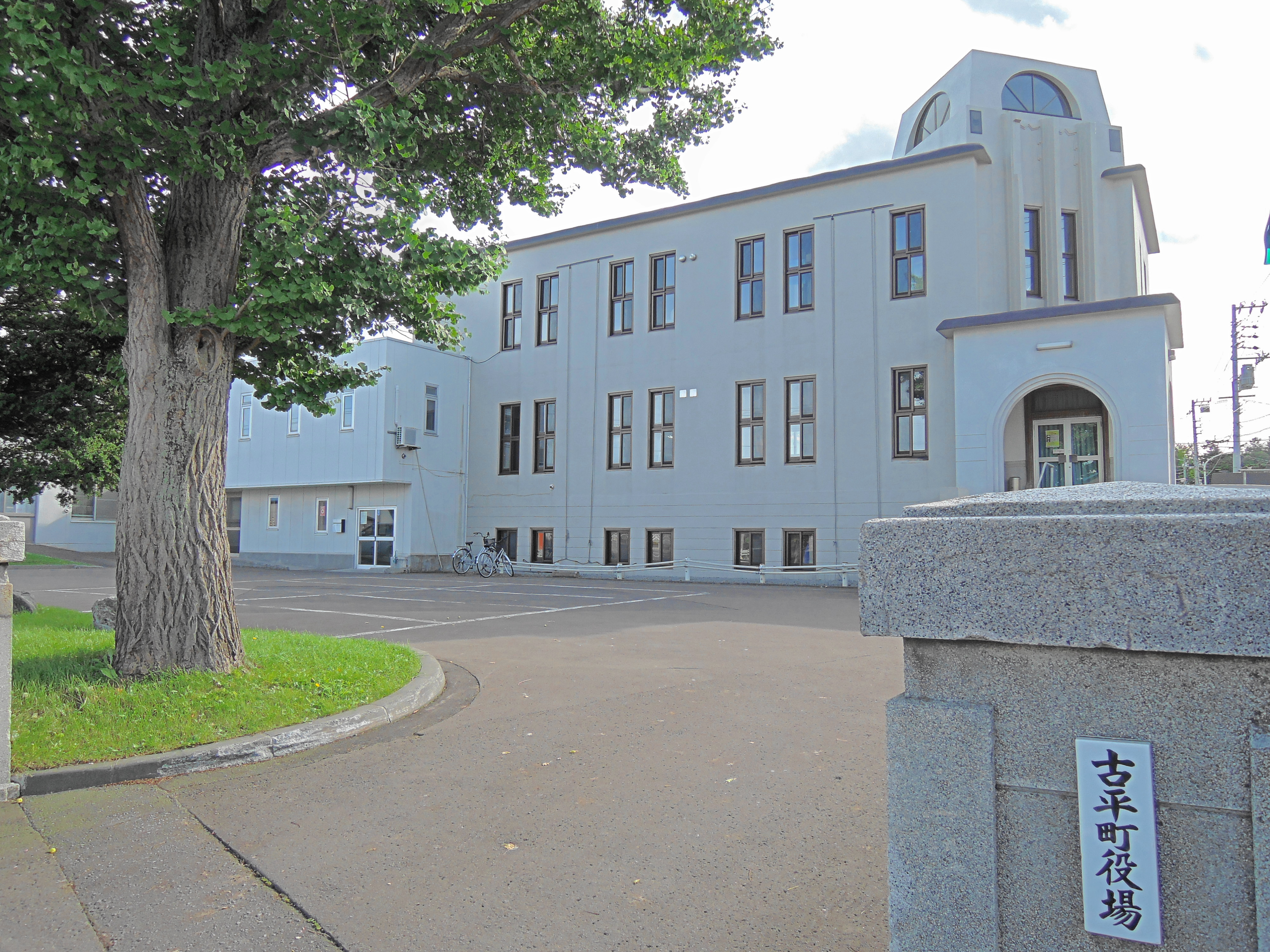
旧古平町役場

- 1606年（慶長11年） - ニシン漁場が置かれる。
- 1862年（文久元年） - 禅源寺の造立。
- 1869年（明治2年）9月4日[要検証 – ノート] - 浜町に開拓使古平出張所が設けられる。
- 1902年（明治35年）4月1日 - 古平郡に属する5町4村が合併して二級町村制施行して古平町が発足。
- 1907年（明治40年）4月1日 - 一級町村制施行。
- 1949年（昭和24年）5月10日 - 古平大火で597戸が全焼[2]。
- 1996年（平成8年） - ふるびら温泉開湯。
- 2022年（令和4年）5月6日 - 町役場が古平町複合施設「かなえーる」内に移転[1]。

## 行政

### 歴代首長
| 代               | 氏名             | 就任                   | 退任                   | 備考             |
| 古平町長（官選） | 古平町長（官選） | 古平町長（官選）       | 古平町長（官選）       | 古平町長（官選） |
| ---------------- | ---------------- | ---------------------- | ---------------------- | ---------------- |
| 初               | 田村和六         | 1902年（明治35年）4月  | 1905年（明治38年）3月  |                  |
| 2                | 宮下羊太郎       | 1905年（明治38年）3月  | 1907年（明治40年）3月  |                  |
| 3                | 高野常吉         | 1907年（明治40年）7月  | 1908年（明治41年）3月  |                  |
| 4                | 岩渕三樹蔵       | 1908年（明治41年）4月  | 1916年（大正5年）5月   |                  |
| 5                | 三上良和         | 1916年（大正5年）6月   | 1924年（大正13年）6月  |                  |
| 6                | 朝岡精一         | 1924年（大正13年）12月 | 1928年（昭和3年）5月   |                  |
| 7                | 武田典           | 1929年（昭和4年）2月   | 1935年（昭和10年）6月  |                  |
| 8                | 一戸孝           | 1936年（昭和11年）2月  | 1940年（昭和15年）2月  |                  |
| 9                | 藤田善平         | 1940年（昭和15年）5月  | 1946年（昭和21年）11月 |                  |
| 古平町長（公選） |                  |                        |                        |                  |
| 10               | 大澤吉三郎       | 1947年（昭和22年）4月  | 1950年（昭和25年）4月  | 1期              |
| 11               | 伊藤由松         | 1950年（昭和25年）5月  | 1973年（昭和48年）4月  | 6期              |
| 12               | 逢見輝重         | 1973年（昭和48年）5月  | 1985年（昭和60年）5月  | 3期              |
| 13               | 畑澤民之助       | 1985年（昭和60年）5月  | 1993年（平成5年）5月   | 2期              |
| 14               | 渡邉厚吉         | 1993年（平成5年）5月   | 1997年（平成9年）5月   | 1期              |
| 15               | 畑澤民之助       | 1997年（平成9年）5月   | 2001年（平成13年）5月  | 1期              |
| 16               | 本間順司         | 2001年（平成13年）5月  | 2017年（平成29年）5月  | 4期              |
| 17               | 貞村英之         | 2017年（平成29年）5月  | 2021年（令和3年）5月   | 1期              |
| 18               | 成田昭彦         | 2021年（令和3年）5月   | 現職                   | 1期              |

## 経済

### 産業
漁業、水産加工（たらこ）、農業が盛ん。イチゴ栽培にも力を入れる。

### 農協・漁協
- 新おたる農業協同組合（JA新おたる）積丹事業所（積丹町）
- 東しゃこたん漁業協同組合

### 金融機関
- 北海道信用金庫古平支店

### 郵便局
- 古平郵便局（集配局）

### 宅配便
- ヤマト運輸：札幌主管支店仁木古平センター（余市町）
- 佐川急便：小樽営業所（小樽市）
- 日本通運：小樽支店（小樽市）

## 公共機関

### 警察
- 余市警察署古平駐在所

## 地域

### 人口
| |                                        |  |
| 古平町と全国の年齢別人口分布（2005年） | 古平町の年齢・男女別人口分布（2005年） |  |
| ■紫色 ― 古平町 ■緑色 ― 日本全国 | ■青色 ― 男性 ■赤色 ― 女性              |  |
| 古平町（に相当する地域）の人口の推移 \| 1970年（昭和45年） \| 7,304人 \| \| \| 1975年（昭和50年） \| 6,648人 \| \| \| 1980年（昭和55年） \| 5,901人 \| \| \| 1985年（昭和60年） \| 5,456人 \| \| \| 1990年（平成2年） \| 4,967人 \| \| \| 1995年（平成7年） \| 4,654人 \| \| \| 2000年（平成12年） \| 4,318人 \| \| \| 2005年（平成17年） \| 4,021人 \| \| \| 2010年（平成22年） \| 3,611人 \| \| \| 2015年（平成27年） \| 3,188人 \| \| \| 2020年（令和2年） \| 2,745人 \| \| |                                        |  |
| 総務省統計局 国勢調査より |                                        |  |
| 1970年（昭和45年） | 7,304人                                |  |
| 1975年（昭和50年） | 6,648人                                |  |
| 1980年（昭和55年） | 5,901人                                |  |
| 1985年（昭和60年） | 5,456人                                |  |
| 1990年（平成2年） | 4,967人                                |  |
| 1995年（平成7年） | 4,654人                                |  |
| 2000年（平成12年） | 4,318人                                |  |
| 2005年（平成17年） | 4,021人                                |  |
| 2010年（平成22年） | 3,611人                                |  |
| 2015年（平成27年） | 3,188人                                |  |
| 2020年（令和2年） | 2,745人                                |  |

### 教育
小学校・中学校とともに町立各1校。
- - 古平町立古平中学校
  - 古平町立古平小学校

かつて北海道古平高等学校があったが2012年に閉校した。

## 交通

### 鉄道
現在、町内を走る鉄道路線はない。鉄道を利用する際の最寄駅はJR北海道函館本線 余市駅。

### バス
- 北海道中央バス - 余市営業所の担当。
  - 小樽市 - 余市町 - 古平町 - 積丹町
  - 高速しゃこたん号：札幌市 - 小樽市 - 余市町 - 古平町 - 積丹町
- コミュニティバス：温泉前 - 海のまちクリニック前間の1路線。

### 道路

#### 一般国道
- 国道229号
  - 1996年（平成8年）2月10日 余市町との境にある豊浜トンネルで岩盤崩落事故が発生し、バスなどがトンネル内で直撃を受け20人の死者を出した。古平町側の入り口付近にはこの事故の慰霊碑・セタカムイ防災記念広場がある。

#### 一般道道
- 北海道道569号蕨台古平線
- 北海道道998号古平神恵内線

#### 道の駅
- ふるびらたらこミュージアム

## 名所・旧跡・観光スポット・祭事・催事

### 文化財
- 琴平神社祭典神輿渡御行列 – 琴平神社祭典神輿渡御行列保存会
- 吉田一穂生誕百年記念碑「白鳥古丹」 – 古平町文化会館前
- 水見悠々子碑 – 古平町文化会館前庭
- 高野素十句碑 – 古平町文化会館前
- 今中素友歌碑・筆塚 – 禅源寺境内
- 野村泊月句碑 – 禅源寺境内
- 吉田一穂詩碑「魚歌」 – 厳島神社境内
- 吉田一穂詩碑「鎮魂歌」 – 琴平神社境内

### 観光

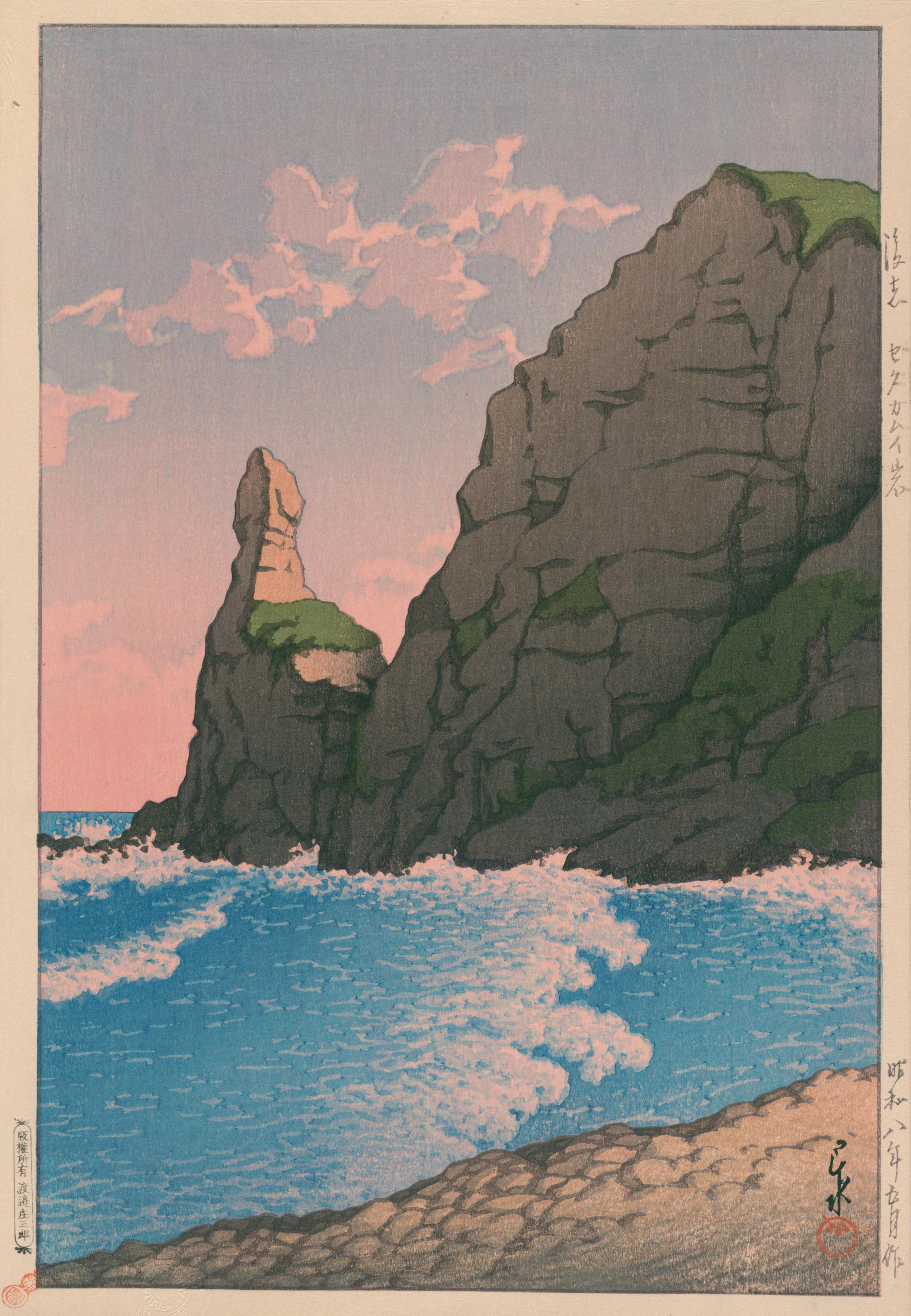
川瀬巴水『後志 セタカムイ岩』（1933年・昭和8年）

- 家族旅行村 － キャンプ場やケビンなど宿泊が可能
- セタカムイ岩 － アイヌ語で、セタ＝犬 / カムイ＝神 を表し、アイヌの伝承伝説と源頼朝の伝説もある奇岩
- 観音滝 － 古平川の支流 泥ノ木川にある落差約15M 幅約10Mの段瀑
- たらつり節全国大会 － 1990（平成2）年に第1回大会 以来毎年秋に開催、北海道五大民謡の一つである「たらつり節」発祥の地
- 琴平神社例祭（夏祭り）・恵比須神社例祭（秋祭り）－ 天狗装束を纏った猿田彦神による厄災を祓い清める為の「火くぐり」の儀式が見られる
- 五百羅漢図（油絵） – 禅源寺、画家 林竹次郎が大正9年より約20年の歳月を掛け描いた油絵による肖像画群（480枚）

### イベント
- 漁協祭[4]
- 天狗の火渡り　神社祭り[5]

## 出身有名人
- 須貝等（柔道家）元95kg級世界チャンピオン
- 飛沢栄三（高校野球指導者）
- 久末鐵男（実業家）北海道振興創業者
- 堀賢一（ワイン研究者）生まれは小樽市
- 吉田一穂（詩人）生まれは木古内町